# Manxa

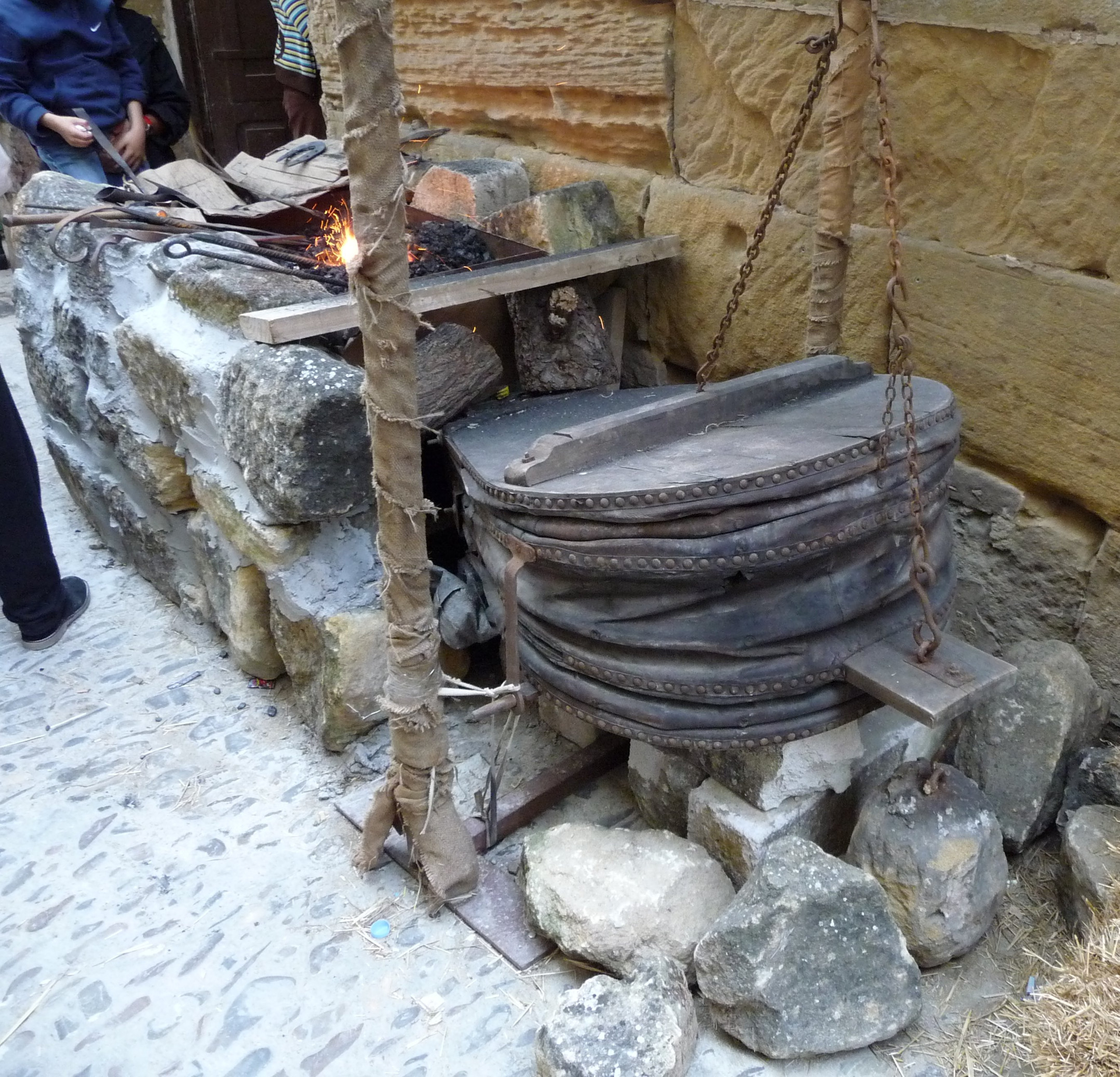
Manxa de farga

Una manxa o bufet és un dispositiu mecànic que té la funció de contenir aire per expulsar-lo a certa pressió i en certa direcció per a diversos fins. Bàsicament una manxa és un contenidor deformable el qual té un broquet de sortida. Quan el volum de la manxa disminueix, l'aire surt expulsat del mateix a través d'una boca. Una manxa típica té també una entrada i sortida d'aire separades o vàlvules de no-retorn (vàlvula) el que assegura que l'aire entri però no surti en una direcció determinada. En altres termes se'l pot considerar com una mena de bomba pneumàtica.

## Usos

### Metal·lúrgia

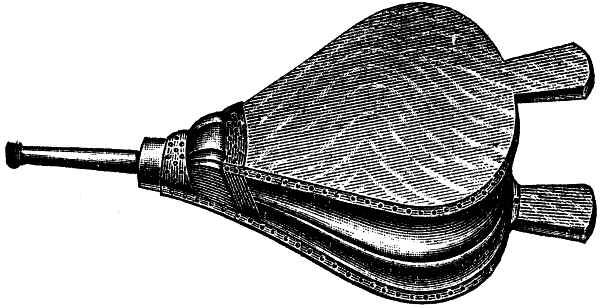
Antiga manxa per a llar de foc

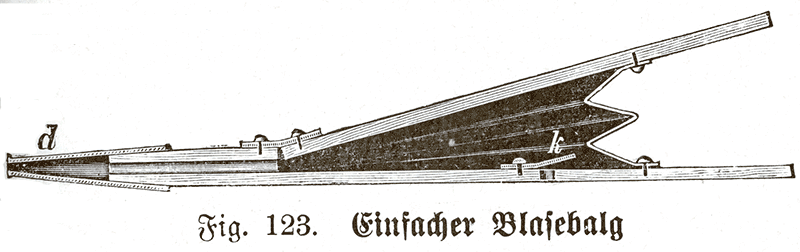
Manxa de llar de foc

Durant nombrosos processos com ara la fosa o forja de metalls i fins i tot la soldadura, requereixen molta calor la qual cosa només va poder desenvolupar-se mitjançant la invenció de la manxa. Les manxes són usades per aportar aire al combustible elevant el nivell de combustió i així la quantitat de calor. En metal·lúrgia s'usen diversos tipus de manxes. 
- Manxa de caixa usada tradicionalment a Àsia.
- Manxa de cilindre
- Manxa d'acordió
- Manxa d'èmbol
- Manxa axial

L'antic enginyer xinès Du Shi en certa ocasió va usar el poder del moviment de les caigudes d'aigua per accionar les manxes d'un alt forn per a la forja del ferro, cap al segle iii aC. Els antics grecs, els romans i altres civilitzacions van usar les manxes als forns on es produïa ferro colat
En les fargues catalanes hom utilitzava el sistema de trompa d'aigua en lloc d'una o diverses manxes. En la indústria moderna les manxes de vaivé són usualment reemplaçades per ventiladors motoritzats.

### Instruments musicals

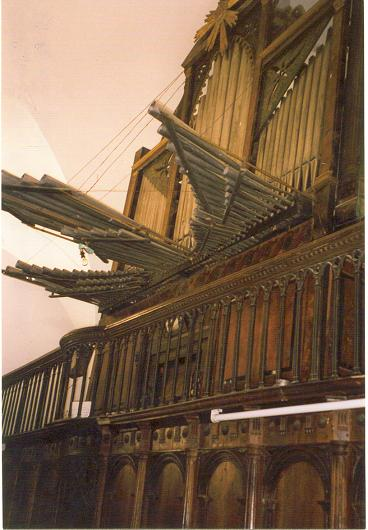
L'orgue de l'església parroquial d'Ayerbe té 56 tecles i els tubs dels extrems van en disminució cap al centre i d'aquest sorgeixen altres tubs que superen a aquells en longitud

En alguns instruments musicals, les manxes són usades freqüentment com un substitut o regulador de l'aire a pressió que haurien de proveir els pulmons humans. Els següents instruments fan servir manxes: acordió o concertina i altres instruments relacionats; orgue tubular; alguns tipus de gaita; harmònium i orgue portàtil. Els rellotges de cucut també fan servir dues manxes per a generar el clàssic so.

## Manxes com a juntes extensibles i flexibles
Les manxes per a bombar aire es basen en materials relativament flexibles disposats en ondulacions. Aquest disseny permet una gran flexibilitat en el sentit del moviment (perpendicular a les ondulacions) i una rigidesa notable en el sentit perpendicular al moviment. Aquestes propietats fan que les manxes es puguin emprar en dispositius mecànics com a juntes flexibles, prescindint de les seves capacitats pneumàtiques.
Per a assolir la funció de junta, cada extrem de la manxa va unit a una peça (en un conjunt de dues peces diferents). Les dues peces anteriors poden tenir un moviment relatiu lineal, angular o combinat lineal-angular. Una manxa adequada aïlla la part interior del conjunt de l’ambient exterior. Protegint de la pols exterior o impedint fuites de greix a l'exterior.
|  |  |  |